# Soft On Demand
Soft On Demand (jap. ソフト・オン・デマンド Sofuto On Demando) – znana jako SOD, to grupa japońskich firm z branży filmów dla dorosłych z siedzibą w okręgu Nakano w Tokio. Jest także jednym z wiodących dystrybutorów treści dla dorosłych w Japonii i jedną z największych w kraju wytwórni AV, wyróżniającą się kreatywnym podejściem do produkcji filmów dla dorosłych. Firma założona została w 1995 roku przez Ganari'ego Takahashi'ego, który opuścił ją w marcu 2005 roku.
Wewnętrznie, SOD zleca pracę różnym jednostkom, podczas gdy oryginalna produkcja wideo jest realizowana przez SOD Create.
17 czerwca 2022 r. ogłoszono utworzenie SOD records, wytwórni muzycznej zajmującej się produkcją i zarządzaniem.